# Rudolf von Scherer

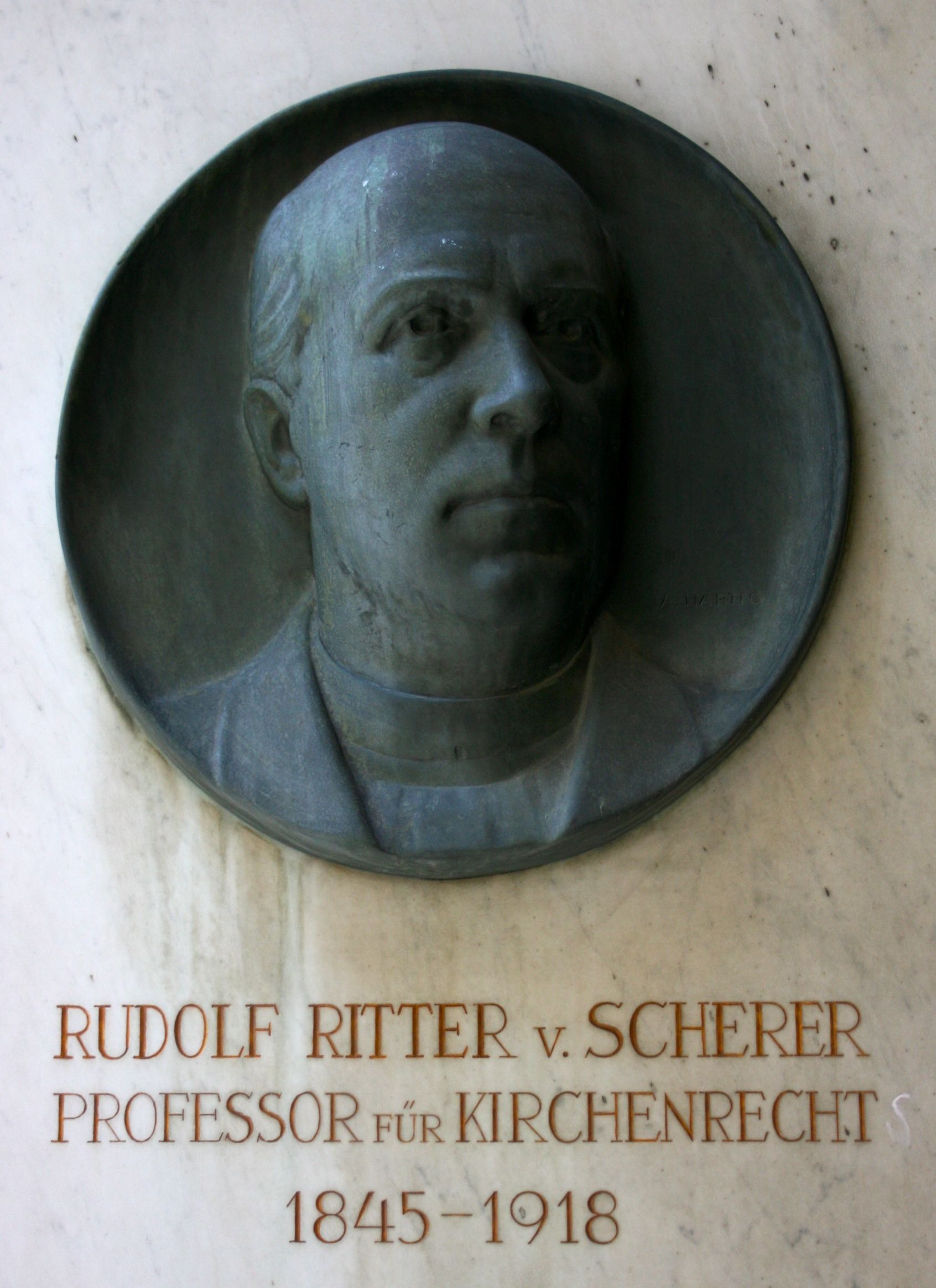
Scherers Büste im Arkadenhof der Universität Wien

Rudolf Ritter von Scherer (* 11. August 1845 in Graz; † 21. Dezember 1918 in Wien) war ein österreichischer Kirchenrechtler.

## Leben
Rudolf von Scherer wurde geboren als Sohn des Beamten Anton von Scherer und der Schriftstellerin Sophie von Scherer. Er promovierte 1867 zum Dr. iur. an der Universität Graz und verstand sich zunächst als Schüler von Friedrich Maassen, der ihn durch Anwendung der historischen Methode stark beeinflusste. Erst dann begann er mit dem Studium der Katholischen Theologie und wurde 1869 in Graz zum Priester geweiht. Nach drei Jahren in der Seelsorge wurde er an das höhere Bildungsinstitut für Weltpriester (Frintaneum) in Wien geschickt, wo er 1875 ein zweites Mal promovierte, dieses Mal in Theologie. Seine Lehrtätigkeit in Graz (ab 1875) war zunächst in Kirchengeschichte, bald aber (im Jahr 1876) wurde er zum ersten Ordinarius des neuen Lehrstuhls für Kirchenrecht bestellt. 1899 ging er nach Wien, wo er bis zu seinem Rücktritt 1912 blieb. 
Scherers Hauptwerk, das Handbuch des Kirchenrechtes, von dem nur zwei der geplanten drei Bände erschienen sind, erntete hohes Lob. Seine Schaffenskraft ließ bald nach 1911 ab, da er durch diverse körperliche Leiden und Zerwürfnisse anlässlich des Antimodernisteneids abgelenkt wurde.
Scherer war seit 1868 Mitglied der katholischen Studentenverbindung AV Guestfalia Tübingen.

## Schriften (Auswahl)
- Handbuch des Kirchenrechtes. 2 Bände. Moser, Graz 1886/1898 (Digitalisat).